# Waldemar Zboralski
Waldemar Zboralski (* 4. června 1960 Nowa Sól, Polsko) je polský občanský aktivista, bojovník za práva LGBT osob, novinář, publicista a politik.

## Životopis, politika
Zboralski se narodil v Nowa Sól, kde vyrůstal a vystudoval vysokou školu. V roce 1985 stal se obětí tajné Operace Hyacint organizované polskou komunistickou policií.[nedostupný zdroj][nedostupný zdroj] Cílem operace bylo vytvořit národní databázi všech homosexuálů a lidí, kteří s nimi měli nějaký kontakt.
V roce 1987 byl spoluzakladatelem a prvním předsedou Varšavského hnutí homosexuálů. Poprvé 17. listopadu 1988 Zboralski byl povolán do výzkumu Rádia Svobodná Evropa jako člen „nezávislých z hnutí ve východní Evropě“.[nedostupný zdroj] Žil od května 1988 do ledna 1990 v Hamburku.
Podle Krzysztofa Tomasika, autora knihy Gejerel. Mniejszości seksualne w PRL-u (Gejerel. Sexuální menšiny v Polské lidové republice) byl Zboralski skoro jako gay Wałęsa a byl „hlavní sílou ve Varšavském gay hnutí“.
Zboralski bojoval za legalizaci sňatků homosexuálů v Polské republice, byl prvním člověkem, který publikoval články na tuto téma v polském mainstreamovém tisku.[ve zdroji nenalezeno] [nedostupný zdroj] V roce 2003 byl prvním člověkem, který se stal čestným členem polské organizace LGBT a Kampaně proti homofobii.[nedostupný zdroj]
V roce 2004, jako otevřený gay, se Zboralski stal neúspěšným kandidátem strany Racja polskiej lewicy (Právo polské levice) ve volbách do Evropského parlamentu.[nedostupný zdroj] V polských parlamentních volbách 2005) jako otevřený gay byl neúspěšným kandidátem strany Svaz demokratické levice do Sejmu, dolní komory polského parlamentu.
Dne 12. října 2007 se Zboralski oženil se svým partnerem Krzysztofem Nowakem ve Velké Británii a stali se tak prvním polským gay párem. V současné době žije v Anglii jako občan Spojeného království a pracuje jako zdravotní asistent.